# Poems and Songs of Middle Earth
Poems and Songs of Middle Earth  [sic] est un album sorti en 1967 sur le label Caedmon Audio. Sa première face comprend cinq poèmes de J. R. R. Tolkien tirés des Aventures de Tom Bombadil, lus par leur auteur, tandis que la deuxième est une interprétation du cycle de chansons The Road Goes Ever On par son auteur, le compositeur et pianiste Donald Swann, accompagné du baryton William Elvin.
La pochette reprend une illustration de Pauline Baynes. La pochette arrière inclut une brève présentation de Tolkien par le poète américain W. H. Auden.
Poems and Songs of Middle Earth a été réédité au format cassette en 1995. Son contenu est entièrement repris dans The J. R. R. Tolkien Audio Collection, sorti en 2001 chez Caedmon, à l'exception du titre The Road Goes Ever On.

## Titres
| 1. | The Adventures of Tom Bombadil         | J. R. R. Tolkien | 4:00 |
| 2. | The Mewlips                            | J. R. R. Tolkien | 1:21 |
| 3. | The Hoard                              | J. R. R. Tolkien | 3:25 |
| 4. | Perry-the-Winkle                       | J. R. R. Tolkien | 4:26 |
| 5. | The Man in the Moon Came Down Too Soon | J. R. R. Tolkien | 5:16 |
| 6. | The Sea-Bell                           | J. R. R. Tolkien | 5:25 |

| 1. | A Elbereth Gilthoniel                                  | J. R. R. Tolkien            | 0:14 |
| 2. | The Road Goes Ever On                                  | Donald Swann, William Elvin | 1:00 |
| 3. | Upon the Hearth the Fire Is Red                        | Donald Swann, William Elvin | 1:35 |
| 4. | In the Willow-Meads of Tasarinan                       | Donald Swann, William Elvin | 2:35 |
| 5. | In Western Lands                                       | Donald Swann, William Elvin | 2:15 |
| 6. | Namárië                                                | Donald Swann, William Elvin | 1:25 |
| 7. | I Sit Beside the Fire / Refrain: A Elbereth Gilthoniel | Donald Swann, William Elvin | 3:38 |
| 8. | Errantry                                               | Donald Swann, William Elvin | 3:43 |

## Interprètes
- J. R. R. Tolkien : voix
- Donald Swann : piano
- William Elvin : chant